# Giovanni Ottavio Bufalini
Giovanni Ottavio Bufalini (ur. 17 stycznia 1709 w Città di Castello, zm. 3 sierpnia 1782 w Montesicuro) – włoski kardynał.

## Życiorys
Urodził się 17 stycznia 1709 roku w Città di Castello, jako syn Filippa Bufaliniego i Any Marii Sorbelli. Studiował na Uniwersytecie w Maceracie, gdzie uzyskał doktorat utroque iure. Następnie został referendarzem Trybunału Obojga sygnatur i klerykiem Kamery Apostolskiej. 17 listopada 1754 roku przyjął święcenia kapłańskie. 16 grudnia został tytularnym arcybiskupem Chalcedonu, a pięć dni później przyjął sakrę. W latach 1754–1759 był nuncjuszem w Szwajcarii, a od 1759 – prefektem Pałacu Apostolskiego. 21 lipca 1766 roku został kreowany kardynałem prezbiterem i otrzymał kościół tytularny Santa Maria degli Angeli. W tym samym roku został arcybiskupem ad personam Ankony. Podczas konklawe 1769 zdecydowanie sprzeciwiał się elekcji Lorenza Ganganelliego, przez co potem spotkał się ze znacznym ostracyzmem wśród hierarchów. Zmarł 3 sierpnia 1782 roku w Montesicuro.